# Howlin' for You
«Howlin' for You» —en español: «Aullando por ti»— es una canción de la banda estadounidense The Black Keys de su sexto álbum, Brothers.

## Apariciones en otros medios
"Howlin 'for You" aparece en la banda sonora de los videojuegos de EA Sports, NHL 11. y NHL Slapshot. La canción aparece en las películas y en anuncios de televisión para The Dilemma, Sin límites, Moneyball y Sombras tenebrosas. Se utiliza como el tema principal de la serie de televisión drama policial australiana, Cops: L.A.C. y ha aparecido en la serie de televisión estadounidense, CSI: Miami, Detroit 1-8-7, Entourage, Once Upon a Time, Prime Suspect, Chuck, Necessary Roughness, Suits, Secret Diary of a Call Girl y The Chicago Code. Phoenix Coyotes de la NHL utilizan como su canción de gol.
En Chile, la canción es usada como el tema central del programa de cine y cortos de Vía X 7.º Vicio desde el año 2013, y también fue utilizado la promo del programa de La Red Así somos en enero de 2014.

## Video musical
Un video oficial fue lanzado para la canción. El video musical-una parodia de un tráiler de la película sexplotación fue dirigido por Chris Marrs Piliero, protagonizada por Tricia Helfer, Diora Baird, Sean Patrick Flanery, Christian Serratos, Corbin Bernsen, Todd Bridges, y Shaun White, así como Dan Auerbach y Patrick Carney de la banda en el papel de "Las Teclas de Negro" (en español para "The Black Keys").
Una entrevista Behind-the-Scenes con Piliero, filmada durante la producción del video, tiene comentario lengua en la mejilla y breves clips de los miembros del elenco que describen sus personajes.
El video fue uno de los cinco nominados para los MTV Music Awards 2011 Vídeo de Mejor Video de Rock.

## Posicionamiento en listas
| Listas (2011)                             | Mejor posición |
| ----------------------------------------- | -------------- |
| Canadian Hot 100                          | 50             |
| Canadian Active Rock Chart                | 2              |
| Canadian Alternative Rock Chart           | 1              |
| U.S. Billboard Rock Songs                 | 5              |
| U.S. Billboard Alternative Songs          | 3              |
| U.S. Billboard Hot Mainstream Rock Tracks | 39             |